# Tomáš Plekanec
Tomáš Plekanec, född 31 oktober 1982 i Kladno, Tjeckoslovakien, är en tjeckisk professionell ishockeyspelare som spelar för HC Kometa Brno i tjeckiska högstaligan Extraliga och HC Kladno i tjeckiska andradivisionen Chance Liga.
Han har tidigare spelat på NHL-nivå för Montreal Canadiens och Toronto Maple Leafs.

## Klubbkarriär

### Tidig karriär
Plekanec inledde sin ishockeykarriär i HC Kladno där han spelade i totalt tre säsonger.

### NHL

#### Montreal Canadiens (I)
Han draftades av Montreal Canadiens 2001 och debuterade i NHL säsongen 2005–06.
I Montreal har han gjort ett flertal bra säsonger särskilt 2007–08 då han gjorde 29 mål och 69 poäng på 81 matcher. 2009–10 gjorde han 25 mål och 70 poäng på 82 matcher.

#### Toronto Maple Leafs
25 februari 2018 blev han tradad från Canadiens tillsammans med Kyle Baun, i utbyte mot Kerby Rychel och ett draftval i andra rundan 2018, till Toronto Maple Leafs.

#### Montreal Canadiens (II)
Den 1 juli 2018 skrev han som free agent på ett ettårskontrakt för att gå tillbaka till Montreal Canadiens, värt 3,5 miljoner dollar inklusive bonusar.

### Extraliga
Han blev köpt ut av sitt kontrakt med Montreal Canadiens efter att ha spelat 1001 matcher i NHL och skrev den 26 november 2018 på kontrakt med både sin moderklubb HC Kladno i tjeckiska andradivisionen, och HC Kometa Brno i högstaligan Extraliga. I Tjeckien är det tillåtet att spela för två klubbar om de tillhör olika ligor.

## Landslagskarriär
Plekanec har även representerat det tjeckiska landslandslaget vid ett flertal tillfällen. Bland hans största meriter i internationella idrottssammanhang så kan ishockey-VM 2006 i Lettland nämnas, då man tog sig hela vägen fram till VM-final, där det dock blev förlust mot Sverige.

## Statistik

### Klubbkarriär
| 1998–99    | HC Kladno           | Extraliga  | 3   | 0   | 0   | 0   | 0   | —  | —  | —  | —  | —  |
| 2000–01    | HC Kladno           | Extraliga  | 47  | 9   | 9   | 18  | 24  | —  | —  | —  | —  | —  |
| 2001–02    | HC Kladno           | Extraliga  | 48  | 7   | 16  | 23  | 28  | —  | —  | —  | —  | —  |
| 2002–03    | Hamilton Bulldogs   | AHL        | 77  | 19  | 27  | 46  | 74  | 13 | 3  | 2  | 5  | 8  |
| 2003–04    | Hamilton Bulldogs   | AHL        | 74  | 23  | 43  | 66  | 90  | 10 | 2  | 5  | 7  | 6  |
| 2003–04    | Montreal Canadiens  | NHL        | 2   | 0   | 0   | 0   | 0   | —  | —  | —  | —  | —  |
| 2004–05    | Hamilton Bulldogs   | AHL        | 80  | 29  | 35  | 64  | 68  | 4  | 2  | 4  | 6  | 6  |
| 2005–06    | Hamilton Bulldogs   | AHL        | 2   | 0   | 0   | 0   | 2   | —  | —  | —  | —  | —  |
| 2005–06    | Montreal Canadiens  | NHL        | 67  | 9   | 20  | 29  | 32  | 6  | 0  | 4  | 4  | 6  |
| 2006–07    | Montreal Canadiens  | NHL        | 81  | 20  | 27  | 47  | 36  | —  | —  | —  | —  | —  |
| 2007–08    | Montreal Canadiens  | NHL        | 81  | 29  | 40  | 69  | 38  | 12 | 4  | 5  | 9  | 2  |
| 2008–09    | Montreal Canadiens  | NHL        | 80  | 20  | 19  | 39  | 54  | 3  | 0  | 0  | 0  | 4  |
| 2009–10    | Montreal Canadiens  | NHL        | 82  | 25  | 45  | 70  | 50  | 19 | 4  | 7  | 11 | 20 |
| 2010–11    | Montreal Canadiens  | NHL        | 77  | 22  | 35  | 57  | 60  | 7  | 2  | 3  | 5  | 2  |
| 2011–12    | Montreal Canadiens  | NHL        | 81  | 17  | 35  | 52  | 56  | —  | —  | —  | —  | —  |
| 2012–13    | Rytíři Kladno       | CZE        | 32  | 21  | 25  | 46  | 38  | —  | —  | —  | —  | —  |
| 2012–13    | Montreal Canadiens  | NHL        | 47  | 14  | 19  | 33  | 24  | 5  | 0  | 4  | 4  | 2  |
| 2013–14    | Montreal Canadiens  | NHL        | 81  | 20  | 23  | 43  | 38  | 17 | 4  | 5  | 9  | 8  |
| 2014–15    | Montreal Canadiens  | NHL        | 82  | 26  | 34  | 60  | 46  | 12 | 1  | 3  | 4  | 6  |
| 2015–16    | Montreal Canadiens  | NHL        | 82  | 14  | 40  | 54  | 36  | —  | —  | —  | —  | —  |
| 2016–17    | Montreal Canadiens  | NHL        | 78  | 10  | 18  | 28  | 24  | 6  | 1  | 2  | 3  | 0  |
| 2017–18    | Montreal Canadiens  | NHL        | 60  | 6   | 18  | 24  | 39  | —  | —  | —  | —  | —  |
|            | Toronto Maple Leafs | NHL        | 17  | 0   | 2   | 2   | 6   | 7  | 2  | 2  | 4  | 2  |
| 2018–19    | Montreal Canadiens  | NHL        | —   | —   | —   | —   | —   | —  | —  | —  | —  | —  |
| NHL totalt | NHL totalt          | NHL totalt | 998 | 232 | 375 | 607 | 543 | 94 | 18 | 35 | 53 | 52 |

### Internationellt
| År            | Lag           | Turnering     |               | Matcher | Mål | Assist | Poäng | Utv |
| ------------- | ------------- | ------------- | ------------- | ------- | --- | ------ | ----- | --- |
| 2000          | Tjeckien      | U18 VM        | 6             | 1       | 1   | 2      | 2     |     |
| 2001          | Tjeckien      | JVM           | 7             | 1       | 1   | 2      | 6     |     |
| 2002          | Tjeckien      | JVM           | 7             | 3       | 4   | 7      | 0     |     |
| 2006          | Tjeckien      | VM            | 9             | 3       | 0   | 3      | 20    |     |
| 2007          | Tjeckien      | VM            | 7             | 4       | 4   | 8      | 2     |     |
| 2008          | Tjeckien      | VM            | 4             | 0       | 3   | 3      | 2     |     |
| 2009          | Tjeckien      | VM            | 7             | 0       | 1   | 1      | 4     |     |
| 2010          | Tjeckien      | OS            | 5             | 2       | 1   | 3      | 2     |     |
| 2011          | Tjeckien      | VM            | 8             | 6       | 4   | 10     | 6     |     |
| 2012          | Tjeckien      | VM            | 10            | 1       | 6   | 7      | 4     |     |
| 2013          | Tjeckien      | VM            | 2             | 0       | 4   | 4      | 2     |     |
| 2014          | Tjeckien      | OS            | 5             | 1       | 3   | 4      | 0     |     |
| Junior totalt | Junior totalt | Junior totalt | Junior totalt | 20      | 5   | 6      | 11    | 8   |
| Senior totalt | Senior totalt | Senior totalt | Senior totalt | 57      | 17  | 26     | 43    | 42  |